# Jorge Campos
Jorge Campos (Acapulco, Meksiko, 15. listopada 1966.) je bivši meksički nogometaš i nogometni trener.

## Igračka karijera
Campos je započeo profesionalnu karijeru 1988. godine u Pumasu iz Mexico Cityja, gdje je proveo sedam godina. Prvo je bio rezervni vratar, a kasnije napadač.  Zatim je prešao je u Atlante, gdje je igrao jednu sezonu, u 38 utakmica postigao i jedan pogodak. Godinu dana igra u SAD-u za Los Angeles Galaxy, a zatim u Cruz Azulu. Od 1997. do 2002. gotovo svake godine prelazi u novi klub, a nastupa za Chicago Fire, Pumas, UANL, Pumas i Atlante. Igračku karijeru završio je 2004. godine u Puebli, gdje je igrao od 2002. godine.

## Reprezentativna karijera
Campos je prvu utakmicu za Meksičku nogometnu reprezentaciju odigrao 1991. godine. Tri puta je nastupio na Svjetskom prvenstvu, prvi puta 1994. godine na prvenstvu u SAD-u, drugi puta 1998. godine u Francuskoj, te treći puta 2002. godine u Južnoj Koreji i Japanu. Dva puta je nastupio na prvenstvu CONCACAF-a, koje je dva puta osvojio. Dva puta je nastupio na Copa Américi. Za meksičku reprezentaciju odigrao je 130 utakmica.

## Vanjske poveznice
- Statistika na RSSSF
- Informacije o igraču
- Profil na Transfermarktu